# Pediobius madas
Pediobius madas är en stekelart som beskrevs av Boucek 1977. Pediobius madas ingår i släktet Pediobius och familjen finglanssteklar.
Artens utbredningsområde är Madagaskar. Inga underarter finns listade i Catalogue of Life.